# 海墘嶼
海墘嶼，又稱西公灘，為台灣澎湖縣西嶼鄉的一個島嶼，面積約0.0023平方公里，為西嶼鄉唯一的無人島（不計空殼嶼），亦為該鄉面積最小的島嶼。島嶼位置在西嶼鄉赤馬村東方約2公里處，亦在馬公市重光里西方約2公里處。早期由西嶼坐船前往馬公時，必經過此島，由此可知行程僅剩一半。該島上於1968年建有海墘岩燈杆，塔高7.6公尺，燈高8.8公尺，光程6.2海浬。